# J.P. van Eesteren

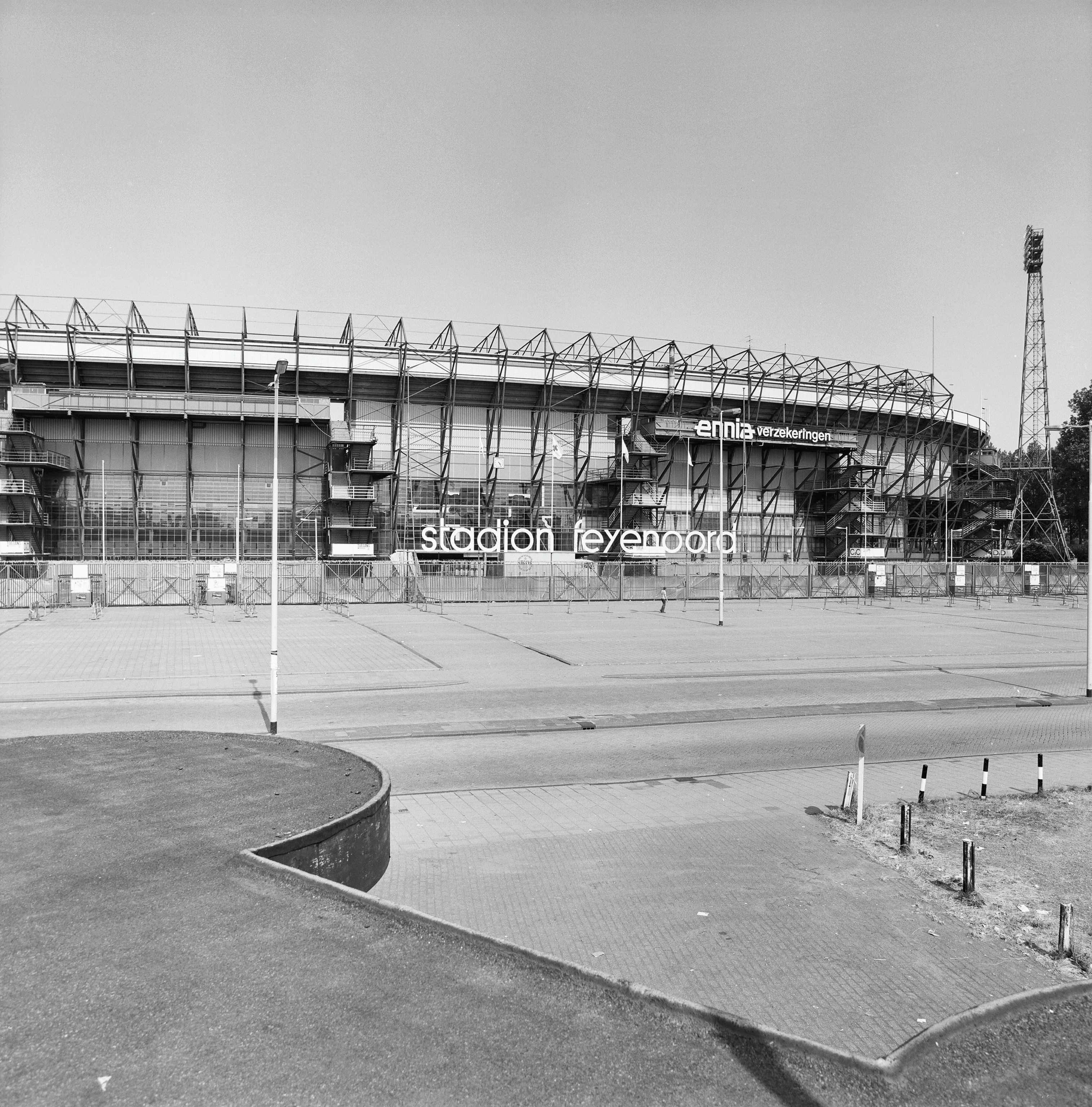
Feyenoordstadion

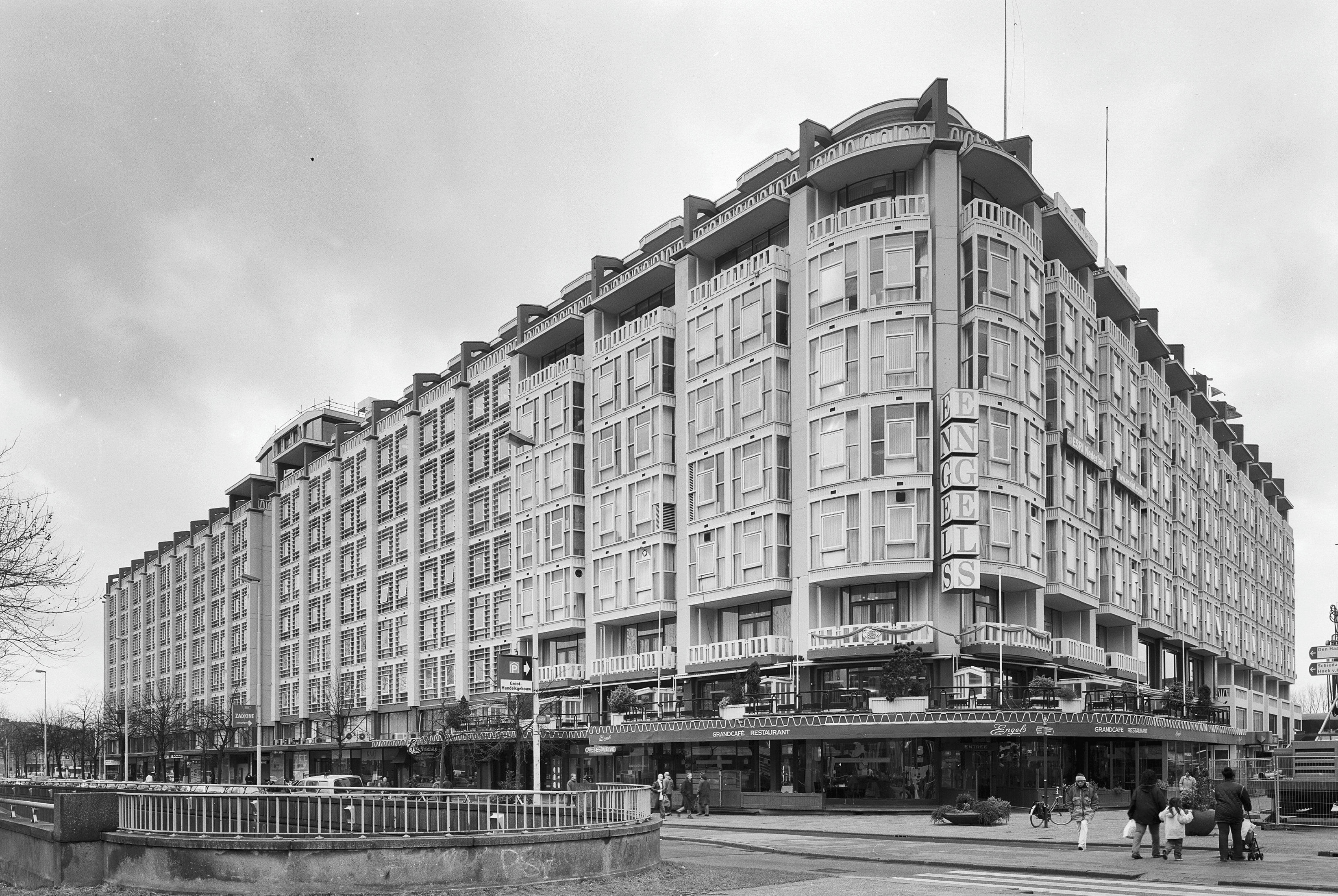
Groothandelsgebouw

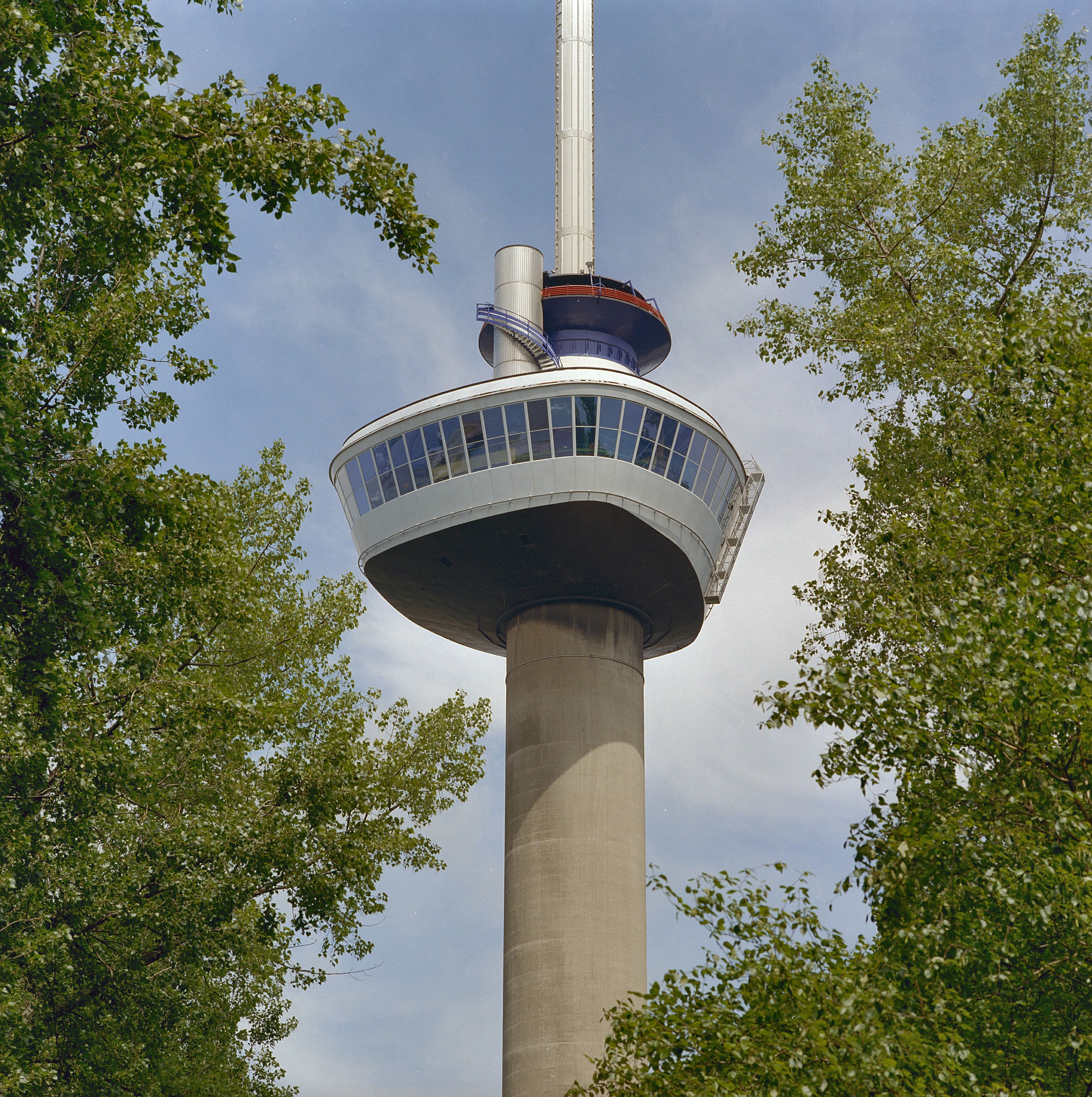
Euromast

Aanneming Maatschappij J.P. van Eesteren B.V. is een Nederlandse aannemer.

## Geschiedenis
Het bedrijf is in 1932 in Rotterdam opgericht door Jacobus Pieter van Eesteren (1901-1972).
Hij was de jongere broer van Cornelis van Eesteren.
Een van de eerste bekende bouwwerken die door J.P. van Eesteren werd gebouwd is het Feyenoordstadion in Rotterdam. Tijdens de oorlog werden in opdracht van de Rijksgebouwendienst bewaarplaatsen voor Nederlandse kunstschatten gebouwd.
Het bedrijf kwam tot bloei in de jaren van de Wederopbouw met de bouw van ERA-flats. Hiermee kon snel en goed worden ingespeeld op de naoorlogse woningnood. De flats, resultaat van een rationeel industrieel bouwproces, ook bekend als tunnelbouw, konden in een hoog tempo verrijzen en hielpen grote groepen mensen aan goede en betaalbare woonruimten. ERA is de afkorting van Van Eesteren Rationale Aanpak.
De N.V. Aanneming Maatschappij J.P. van Eesteren werd in 1972 overgenomen door de Overzeese Gas- en Elektriciteitsmaatschappij N.V. (OGEM). Sinds 1982 maakt het bouwbedrijf deel uit van de TBI Groep.
Op 1 februari 2012 is Aanneming Maatschappij J.P. van Eesteren gefuseerd met Heijmerink Bouwbedrijf en is de naam gewijzigd in J.P. van Eesteren.
In 2016 is de hoofdvestiging van J.P. van Eesteren verhuisd van Barendrecht naar Gouda. Deze vestiging is het kenniscentrum waar gewerkt wordt aan grote, complexe, geïntegreerde projecten. Daarnaast zijn er nevenvestigingen in Houten en in Amsterdam van waaruit verbouw, onderhouds- en renovatiewerkzaamheden worden aangestuurd.

## Projecten
Projecten die door J.P. van Eesteren werden gerealiseerd omvatten onder meer:
- het Bouwcentrum Rotterdam (1949, uitgebreid in 1955 en 1965)
- het Groothandelsgebouw (1953, als deel van een aannemerscombinatie)
- de televisietoren in Roosendaal (betonnen gedeelte, in opdracht PTT) 1955
- de televisietoren Smilde in Hoogersmilde (betonnen gedeelte, in opdracht PTT) 1958
- het Rijnhotel en het Stationspostkantoor in Rotterdam (1959)
- de Euromast (1960)
- het Dijkzigtziekenhuis (1961), later uitgebreid met de Medische Faculteit (1972)
- de Antwoordkerk op Zalmplaat die in 1964 in zes dagen werd gebouwd
- het hoofdkantoor van de Nederlandsche Bank in Amsterdam (1967)
- Ziekenhuis Leyenburg in Den Haag (1971)
- het ABN AMRO-hoofdkantoor op de Zuidas in Amsterdam (1999)
- het ING kantoor (laars) aan de A10 te Amsterdam
- the Red Apple in Rotterdam (2009)
- de Rabotoren in Utrecht (2011, als deel van een aannemerscombinatie samen met Heijmans)
- het Rijksmuseum in Amsterdam (2013)
- het Groene Hart Ziekenhuis in Gouda (2013)
- de Markthal in Rotterdam (2013)
- de A'DAM Toren in Amsterdam (2016)
- het Protonen Therapie Center in Delft (2017)
- het Nieuwbouw Terminal Lelystad Airport (2018)
- Museum Naturalis Biodiversity Center in Leiden. (2019)
- HAUT in Amsterdam (2018 - 2021)
- de herontwikkeling van het Stationspostgebouw te Den Haag (2021)

Opdrachtgevers waar onderhoudswerkzaamheden voor worden uitgevoerd:
- Nutricia in Zoetermeer
- TATA Steel in IJmuiden / Velsen-Noord
- Hogeschool Rotterdam te Rotterdam
- ING Groep landelijk